# دوکوتاهه
دوکوتاهه یا پیریک (انگلیسی: Pyrrhic)، یکی از پایه‌های عروضی‌ مورد استفاده در شعر رسمی غربی است. این پایه از دو هجای کوتاه و بدون تکیه تشکیل شده است. نام دیگر آن دیبراک (dibrach) است، و در فارسی برای آن، «رکن دوناکوب» هم استفاده شده است.
پایۀ دوکوتاهه، از دو هجای پیاپی با تکیه‌های ضعیف کمابیش یکسانی تشکیل شده است.

## در شعر کلاسیک یونانی
اگرچه دوکوتاهه به‌تنهایی در تحلیل عروض یونانی کلاسیک به‌کار نمی‌رود، نمونه‌هایی از اشعار تقریظ‌گونه وجود دارد که در آن‌ها صرفاً از هجاهای کوتاه استفاده شده است (به‌جز در پایان مصرع که هجا همیشه بلند شمرده می‌شود)، و اثری شبیه دوکوتاهه ایجاد می‌کنند. نمونه‌ای از این اشعار در یک اپیگرام خطاب به فیلسوف کلبی، دیوژن کلبی، در سودا ثبت شده است:

Διόγενες, ἄγε, λέγε, τίς ἔλαβέ σε μόρος ἐς Ἄϊδος; ἔλαβέ με κυνὸς ὀδάξ.
Diógenes, áge, lége, tís élabé se móros es Áïdos? élabé me kunòs odáx.

## کاربرد در شعر انگلیسی
آلفرد تنیسون در آثارش از دوکوتاهه و دوبلنده به‌وفور استفاده کرده است، برای نمونه در شعر به یادبود آ.ه.ه.:
When the blood creeps and the nerves prick.
در این بیت، "When the" و "and the" ممکن است به‌عنوان دوکوتاهه تحلیل شوند (هرچند می‌توان آن را به‌صورت وزن یونیکی نیز در نظر گرفت).
با این حال، به‌دلیل یکنواختی شدید، استفادهٔ کامل از دوکوتاهه برای سرودن یک شعر کامل در زبان انگلیسی معمول نیست.
ادگار آلن پو خاطرنشان کرده که بسیاری از متخصصان عروض، آن را از وزن‌شناسی انگلیسی کنار گذاشته‌اند، و خود نیز با این دیدگاه موافق بوده است:

دوکوتاهه به‌درستی کنار گذاشته شده است. وجود آن در وزن‌های باستانی یا نوین صرفاً خیالی است، و اصرار بر چنین موجود گمراه‌کننده‌ای به‌عنوان پایه‌ای متشکل از دو هجای کوتاه، شاید بهترین گواه بر بی‌منطقی شدید و تبعیت کورکورانه از مرجع‌ها در علم عروض ما باشد.

## رقص جنگی
به‌صورت توسعه‌ای، این الگوی ریتمیک پایه‌ای برای نوعی رقص جنگی یونانی باستان با همین نام به‌شمار می‌رفته است. پروکلس لیکایوس معتقد بود که این رقص همان hyporcheme (یا hyporchēma) است، درحالی‌که آثنئیوس میان این دو تفاوت قائل بود؛ این تمایز احتمالاً به همراهی آواز با رقص بستگی داشته است. آثنئیوس با استناد به آریستوکسنوس می‌نویسد که دوکوتاهه نوعی رقص اسپارتی برای پسران نیزه‌به‌دست بوده است که برای آمادگی جنگ انجام می‌شده، و سرعت زیاد آن را نیز یادآور می‌شود. در اثر افلاطون با عنوان قوانین، این رقص به‌عنوان بازنمایی حرکات هجومی و تدافعی در نبرد توصیف شده است. برخی یونانیان این رقص را با دیونیزوس نیز مرتبط دانسته‌اند. آثار هنری کلاسیک و پساکلاسیکی متعددی وجود دارند که رقصندگان دوکوتاهه را به تصویر کشیده‌اند، هرچند این نقش‌مایه در دوران رومی چندان رایج نبوده است.